# Exilisia costimacula
Exilisia costimacula là một loài bướm đêm thuộc phân họ Arctiinae, họ Erebidae.